# Leonel Neto de Lima Vieira
Leonel Neto de Lima Vieira, também conhecido por General Leonel Vieira ComA • GOA • GCA • MPBS • MOBS • MPCE • MOCE (Lagos, 19 de Dezembro de 1891) — (local e data de falecimento desconhecidos), foi um militar português.

## Biografia

### Nascimento
Nasceu na cidade de Lagos, em 19 de Dezembro de 1891.

### Carreira profissional e militar
Em 1913, concluiu o curso de Infantaria na Escola do Exército, sendo promovido a Alferes em 16 de Novembro de 1914, Tenente em 29 de Novembro de 1917, Capitão em 15 de Março de 1919, Major em 9 de Setembro de 1939, Tenente-Coronel em 14 de Agosto de 1943, Coronel em 28 de Março de 1946, Brigadeiro em 15 de Fevereiro de 1950 e General em 23 de Janeiro de 1951.
Durante a Primeira Guerra Mundial, partiu para França, onde ingressou nas escolas do Exército Inglês em Étaples e Le Touquet, com o objectivo de instruir as tropas do Corpo Expedicionário Português. Durante vários meses, ensinou no campo de Marthes, tendo, em seguida, sido deslocado para as linhas da frente com a Brigada do Minho, incorporado no Batalhão de Infantaria n.º 8.
De regresso a Portugal, continuou no serviço militar, tendo exercido simultaneamente como professor particular do ensino secundário em Lagos. Colaborou igualmente em vários periódicos sobre diversos assuntos, como turismo, educação, interesses económicos do Algarve. Também escreveu para a Revista de Infantaria e o jornal O Exército. Publicou, em colaboração com o Capitão Oom, o Manual de Baioneta e Granadas, em 1920.
Durante a Revolução de 28 de Maio de 1926, comandou o Regimento de Infantaria n.º 33. Após o movimento, foi nomeado presidente da Câmara Municipal de Lagos e, por duas vezes, como Governador Civil do Distrito de Faro.
Em 1936, organizou e tornou-se Comandante Distrital da Legião Portuguesa no Algarve. Em 1938, encontrava-se a exercer como vice-presidente da Comissão Municipal de Turismo de Lagos. Entre 22 de Janeiro de 1940 e 21 de Agosto de 1943 serviu como comandante do Grupo de Alunos na Escola do Exército, e entre 28 de Agosto de 1943 e 30 de Maio de 1945 comandou o Regimento de Infantaria n.º 1. Também exerceu como professor no Instituto de Altos Estudos Militares e como comandante da Escola Prática de Infantaria entre 4 de Novembro de 1949 e 8 de Março de 1950. Entre 9 de Março de 1950 e 22 de Janeiro de 1951, foi 2.º Comandante da Guarda Nacional Republicana. Foi depois promovido a General, e, entre 12 de Setembro de 1951 e 2 de Março de 1953, comandou a terceira Região Militar de Lisboa. A partir de 1953, foi Governador Militar de Lisboa, posição que manteve até à sua passagem à reserva.
Morreu em data anterior a 22 de Maio de 1978, uma vez que o seu nome constava num aviso do Cofre de Previdência das Forças Armadas, relativo aos direitos dos subsídios legados pelos subscritores já falecidos.

### Condecorações e homenagens
Foi homenageado com uma Medalha de Prata das Campanhas do Exército Português pela sua participação na Primeira Guerra Mundial, Medalhas de Prata e de Ouro de Bons Serviços, Medalhas de Prata e de Ouro de Comportamento Exemplar e uma Medalha de Louvor da Sociedade Portuguesa da Cruz Vermelha. Foi igualmente homenageado com os graus de Comendador (10 de Setembro de 1941), Grande-Oficial (23 de Janeiro de 1948), e Grã-Cruz (28 de Janeiro de 1955) da Ordem Militar de Avis,e Grande-Oficial da Ordem do Mérito Militar do Brasil.
Em 1987, o nome de General Leonel Correia foi colocado numa rua na antiga freguesia de Santa Maria, em Lagos.